# Geostanowisko
Geostanowisko (ang. geosites), zwane też geotopem (niem. geotope) – fragment geosfery, niezwykle istotny dla zrozumienia historii Ziemi. Geostanowiskami będą więc pojedyncze obiekty, grupy obiektów lub obszary geologiczne lub geomorfologiczne, reprezentatywne dla danego regionu, odznaczające się przede wszystkim wybitnymi walorami naukowymi, ale również kulturalno-historycznymi, estetycznymi i społeczno-ekonomicznymi. Mogą to być odsłonięcia geologiczne, nagromadzenia fauny i flory kopalnej, głazy narzutowe, jaskinie, interesujące formy krajobrazu itp.
W Polsce istnieje Centralny Rejestr Geostanowisk Polski.